# 皺尾龍屬
皺尾龍屬（學名：Rugocaudia）是蜥腳下目巨龍形類恐龍的一屬，生存於白堊紀早期的北美洲。

## 發現與命名
正模標本（編號MOR 334）是一個部分身體骨骼，包含：18節尾椎、神經弓、牙齒、人字形骨、掌骨末端。化石發現於美國蒙大拿州的克洛夫利組（Cloverly Formation），地質年代相當於阿普第階到阿爾比階。
在2012年，Cary Woodruff博士將化石進行敘述、命名，模式種是庫氏皺尾龍（R. cooneyi）。屬名在拉丁文意為「皺紋尾巴」，意指尾椎的後緣非常凹凸不平；種名則是以化石發現地的擁有者J.P. Cooney為名。